# Klaus Benesch
Klaus Benesch (* 1958) ist ein deutscher Amerikanist und Hochschullehrer. Er ist Professor für Nordamerikastudien an der Ludwig-Maximilians-Universität München.

## Leben
Benesch war Mellon Fellow am Harry Ransom Humanities Research Center der University of Texas at Austin sowie Gastprofessor an der University of Massachusetts Amherst, der Weber State University in Utah, der Stanford University, der École normale supérieure de Lyon, der Universität Bordeaux Montaigne, der Venice International University (San Servolo) und der Universität St. Gallen. Von 2006 bis 2013 leitete er die Bayerische Amerika-Akademie in München. Benesch war Mitglied des Herausgebergremiums der Encyclopedia of American Studies Online (Johns Hopkins University Press) und ist zusammen mit Miles Orvell, Jeffrey Meikle und David Nye Herausgeber der Schriftenreihe Architecture/Technology/Culture, die bei der University of Pennsylvania Press erscheint.
Beneschs Forschungstätigkeit ist an der Schnittstelle von ästhetischer Produktion und unterschiedlichen Formen materieller Kultur (Technologie, Architektur, Medien) angesiedelt. Sein Buch  Mythos Lesen. Buchkultur und Geisteswissenschaften im Informationszeitalter untersucht die Auswirkungen der digitalen Revolution auf die Geisteswissenschaften und ihre Lesepraxis. Beneschs Arbeiten zur Architektur, zur kulturellen Immobilität und zur Transformation von Städten im 21. Jahrhundert sind sowohl in den Amerikastudien als auch in der Architektur- und Stadtforschung auf breite Resonanz gestoßen.

## Ausgewählte Werke
- Mythos Lesen. Buchkultur und Geisteswissenschaften im Informationszeitalter. Bielefeld: Transcript-Verlag (2021).

- Mythos Lesen. Buchkultur und Geisteswissenschaften im Informationszeitalter. Transcript-Verlag, Bielefeld 2021, ISBN 978-3-8376-5655-8.

- Walking and the Aesthetics of Modernity: Pedestrian Mobility in Literature and the Arts. Ed. with François Specq. New York/London: Palgrave Macmillan, 2016.
- Rethinking the American City: An International Dialogue. Ed. with Miles Orvell. Philadelphia, PA: University of Pennsylvania Press, 2013.
- Culture and Mobility (ed.). Heidelberg: Heidelberg University Press/Winter, 2013.
- Scientific Cultures – Technological Challenges: A Transatlantic Perspective (with Meike Zwingenberger). Heidelberg: Winter, 2009.
- The Power and Politics of the Aesthetic in American Culture (ed. with Ulla Haselstein). Heidelberg: Winter, 2007.
- Space in America: Theory, History, Culture (ed. with Kerstin Schmidt). Amsterdam/New York: Rodopi, 2005.
- Romantic Cyborgs: Authorship and Technology in the American Renaissance. Amherst, MA: University of Massachusetts Press, 2002. [2. ed., paperback, 2009]